# Española (New Mexico)
Española is een plaats (city) in de Amerikaanse staat New Mexico, en valt bestuurlijk gezien onder Rio Arriba County en Santa Fe County.

## Demografie
Bij de volkstelling in 2000 werd het aantal inwoners vastgesteld op 9688.
In 2006 is het aantal inwoners door het United States Census Bureau geschat op 9629, een daling van 59 (-0,6%).

## Geografie
Volgens het United States Census Bureau beslaat de plaats een oppervlakte van
21,9 km², waarvan 21,7 km² land en 0,2 km² water. Española ligt op ongeveer 1708 m boven zeeniveau.

## Plaatsen in de nabije omgeving
De onderstaande figuur toont nabijgelegen plaatsen in een straal van 8 km rond Española.